# ۳۸۶بی‌اس‌دی
۳۸۶بی‌اس‌دی (به انگلیسی: 386BSD) که گاهی ژولیکس (به انگلیسی: Jolix) هم نامیده می‌شود، یک سیستم‌عامل آزاد، شبه یونیکس و مبتنی بر بی‌اس‌دی بود که اولین بار در سال ۱۹۹۲ منتشر شد. ۳۸۶بی‌اس‌دی نوع‌آوری‌های بسیاری داشت که از آن یک سیستم‌عامل مدرن در آن زمان ساخته بود. برخی از نوع‌آوری‌های ۳۸۶بی‌اس‌دی عبارت بودند از: امنیت مبتنی بر نقش، بافرهای چرخشی، پیکربندی خودسازمانده و هسته ماژولار. بسیاری از سیستم‌عامل‌های مدرن بی‌اس‌دی مانند فری‌بی‌اس‌دی و نت‌بی‌اس‌دی از ۳۸۶بی‌اس‌دی مشتق شده‌اند.